# Menedem de Rodes
Menedem (en grec antic: Μενέδημος, en llatí: Menedemus) fou un general rodi que va lluitar contra les forces de Demetri Poliorcetes, fill d'Antígon el Borni, durant el setge a què aquest va sotmetre Rodes el 305 aC i el 304 aC.
En aquest període va interceptar alguns vaixells enemics amb aprovisionaments per a Demetri, inclòs un vaixell que portava els regals de Fila, l'esposa de Demetri, regals que van ser enviats immediatament al rei Ptolemeu I Sòter d'Egipte. Com és sabut el setge no va reeixir.